# Cyllodania minuta
Cyllodania minuta är en spindelart som beskrevs av Galiano 1977. Cyllodania minuta ingår i släktet Cyllodania och familjen hoppspindlar. Inga underarter finns listade i Catalogue of Life.